# Tatumbla
Tatumbla è un comune dell'Honduras facente parte del dipartimento di Francisco Morazán.
Nella divisione amministrativa del 1889 appare già come comune autonomo facente parte del dipartimento di San Antonio de Oriente.